# Matilda (jaskinia)
Matilda – jaskinia na obszarze Krasu Słowacko-Węgierskiego w Wewnętrznych Karpatach Zachodnich na Słowacji. Długość korytarzy 116 m, głębokość 19 m.

## Położenie
Jaskinia leży na Płaskowyżu Silickim (słow. Silická planina), ok. 1 km na południe od wsi Silická Brezová. Otwór wejściowy znajduje się na wysokości 415 m n.p.m.

## Nazwa
Jaskinia otrzymała nazwę na cześć małżonki Jána Majki, wybitnego słowackiego speleologa, badacza jaskiń m.in. Krasu Słowacko-Węgierskiego.

## Geologia i morfologia
Matilda jest jaskinią fluwiokrasową, powstałą w mezozoicznych wapieniach płaszczowiny silickiej. Jej wejście znajduje się w jednym z licznych ponorów Płaskowyżu Silickiego. Posiada piękną szatę naciekową. Jest cenna z punktu widzenia hydrologii jako element rozległego systemu jaskiniowego rozciągającego się na południe od Silickiej Brezovej i kończącego się tzw. Keczowskim Wywierzyskiem (słow. Kečovská vyvieračka).

## Ochrona jaskini
W latach 1968–1990 teren wokół jaskini zajmowała stacjonująca tu jednostka wojsk radzieckich. Wejście do jaskini zostało zasypane, co w sposób jednoznaczny chroniło samą jaskinię przed przypadkowymi gośćmi. Od 1995 r. jaskinia jest chroniona jako pomnik przyrody (słow. prírodná pamiatka).

## Turystyka
Jaskinia nie jest udostępniona do zwiedzania.